# 張翎
張翎（1957年—），浙江溫州人，海外華文作家、編劇，加拿大國家文藝基金、安大略省文藝基金得主。

## 生平
1983年畢業於復旦大學外文系，後就職於煤炭部某機關擔任英文翻譯。 1986年赴加拿大留學，分別在加拿大的卡爾加里大學及美國的辛辛那提大學獲得英國文學碩士和聽力康復學碩士學位。現定居於多倫多市，曾擔任美國和加拿大註冊聽力康復師。
九十年代後期開始在海外發表寫作，代表作有《歸海》,《《勞燕》,《金山》,《餘震》等。張翎的作品被譯成多國語言在世界各國出版。 
張翎的作品入選各式轉載本和年度精選本，並七次進入中國小說排行榜。2010年，張翎獲得第三屆中國小說學會學會獎海外作家特別獎，是獲此獎項的第一人。她也獲得其它許多種文學獎。 她的作品獲得中國諾貝爾文學獎獲得者莫言的好評。。
根據其小說《餘震》改編的災難巨片《唐山大地震》（馮小剛執導），獲得亞太電影節最佳影片獎和百花獎最佳影片獎。根據其小說《空巢》改編的電影《一個溫州的女人》，獲得金雞百花電影節新片表彰獎和萬象國際華語電影節最佳中小成本影片獎。 2019年，作為編劇，張翎和馮小剛導演合作電影《只有芸知道》。

## 作品

### 長篇小說
- 《Where Waters Meet》（英文长篇小说，Amazon Publishing，2023）
- 《歸海》（作家出版社，2023）
- 《勞燕》（人民文學出版社，2017）
- 《流年物語（十月文藝出版社，2016）
- 《陣痛》（作家出版社，2014）
- 《唐山大地震》（花城出版社，2013）
- 《睡吧，芙洛，睡吧》（十月文藝出版社，2011）
- 《金山》（十月文藝出版社，2009）
- 《郵購新娘》（作家出版社，2004）
- 《交錯的彼岸》 (百花文藝出版社，2001)
- 《望月》 (作家出版社，1998)

### 中短篇小說集
- 《都市貓語》（中國小說100強）（北京聯合出版公司，2023）
- 《如此曙藍》（ 廣西師大出版社 ，2022 ）
- 《廊橋夜話》（廣西師大出版社 2021）
- 《向北方》（廣西師大出版社 新民說，2020）
- 《生命中最黑暗的夜晚》（作家出版社，2018）
- 《生命力三部曲》（《胭脂》、《死著》、《餘震》）（長江文藝出版社，2018）
- 《一個人站起來的方式，千姿百態》（長江文藝出版社，2016）
- 《一個夏天的故事》（花城出版社，2013）
- 《戀曲三重奏》（江蘇文藝出版社，2012）
- 《生命中最黑暗的夜晚》（九州出版社，2012）
- 《女人四十》（工人出版社，2011）
- 《餘震》（十月文藝出版社，2010）
- 《雁過藻溪》 (四川時代出版社，2006)
- 《盲約》 (花城出版社，2005)
- 《塵世》 (廣西人民出版社，2004)

### 散文集
- 《一路惶恐：我的疫城紀事》（時報出版社，2020）
- 《三種愛》（廣西師大出版社 新民說，2020）
- 《廢墟曾經輝煌》（浙江文藝出版社，2019）

### 所獲主要文學獎項
- 花地文學榜年度小說 (《歸海》2024), [14]
- 曹雪芹華語文學大獎 (《歸海》2023), [15]
- 騰訊讀書年度文學原創十大好書（《歸海》2023 ）[16]
- 三毛散文獎大獎（《三種愛》2023）[17]
- 紅樓夢全球華文長篇小說專家推薦獎(《勞燕》2018）[18]
- 新浪年度十大好書獎（《勞燕》2017）[19]
- 中國長篇小說年度金榜 （《勞燕》2017）[20]
- 中國中山盃華僑華人文學獎 - 評審團特別大獎（《陣痛》2014）[21]
- 根據張翎原著小說《餘震》改編的電影《唐山大地震》獲亞太影展最佳影片（2010）[22]
- 台灣開卷好書獎（《金山》2010）[23]
- 紅樓夢全球華文長篇小說專家推薦獎（《金山》2010)
- 中國小說學會大獎 – 海外作家特別獎（2010）
- 華語文學傳媒大獎 - 年度小說家獎（《金山》2009）[24]
- 中國首屆中山盃華僑文學獎 - 評委會特別大獎（《金山》2009）[25]